# Pilot 754 SE
Pilot 754 SE är en svensk lotsbåt som byggdes 1980 som Tjb 754 av Marinteknik Verkstads AB, Östhammar för Sjöfartsverket i Norrköping. Tjb 754 stationerades vid Skellefteå lotsplats. År 2005 döptes båten om till Pilot 754 SE.